# Peranua conspicienda
Peranua conspicienda là một loài bướm đêm trong họ Noctuidae.